# Archidiocèse de Lomé
L'archidiocèse de Lomé est le seul archidiocèse du Togo. Son siège est à Lomé à la Cathédrale du Sacré-Cœur de Lomé.
Les évêchés suffragants sont les diocèses d'Aného, d'Atakpamé, de Dapaong, de Kara, de Kpalimé et de Sokodé.

## Archevêché et Archevêques
Terre de missions depuis 1892, l'archevêché de Lomé a d'abord été une pro-préfecture et une préfecture apostolique (1892-1914), puis le vicariat apostolique du Togo (1914-1938) et le vicariat apostolique de Lomé (1938-1955) avant d'être érigé en archidiocèse de Lomé le 14 septembre 1955.
Les trois premiers archevêques de Lomé ont été :
- Joseph-Paul Strebler: 1955-1961
- Robert-Casimir Dosseh-Anyron (de): 1962-1992
- Philippe Fanoko Kpodzro: 1992-2007
- Denis Komivi Amuzu-Dzakpah: 8 juin 2007 - 23 novembre 2019
- Nicodème Anani Barrigah-Benissan: 23 novembre 2019 - 4 août 2024

## Territoire actuel
Le territoire de l'archevêché de Lomé est composé, en 2023, de 64 paroisses réparties en 6 doyennés (voir aussi les subdivisions du Togo) :

### Doyenné de Lomé-Centre
Ce doyenné est composé des 6 paroisses suivantes :
- Lomé - Cathédrale du Sacré-Cœur ;
- Amoutivé - Saint-Augustin ;
- Bassadji - Saint Pierre Apôtre ;
- Nyékonakpoè - Immaculée Conception ;
- Hanoukopé - Saint Antoine de Padoue ;
- Kodjoviakopé - Christ Roi.

### Doyenné de Lomé-Nord
Ce doyenné est composé des 14 paroisses suivantes :
- Hédzranawoé - Cristo Risorto ;
- Hédzranawoé - Notre Dame du Liban ;
- Hédzranawoé-Djia - Communauté St Jean Baptiste ;
- Attiégou – Sainte Famille ;
- Attiégou - Notre-Dame de la Miséricorde
- Kelekougan-Kégué - Sainte Thérèse de l’Enfant Jésus ;
- Djagble - Communauté Saint Esprit ;
- Casablanca - Saint Michel Archange ;
- Tokoin Ouest – Saints Martyrs de l’Uganda ;
- Tokoin Novissi - Notre Dame de la Paix ;
- Tokoin Est - Sacré-Cœur Junior ;
- Tokoin Nutifafa - Paroisse Universitaire de Saint Jean Apôtre ;
- Tokoin Wuiti - Sainte Rita ;
- Tokoin Doumassesse - Saint Kisito.

### Doyenné de Lomé-Est
Ce doyenné est composé des 10 paroisses suivantes :
- Gbenyedzi - Maria Auxiliadora ;
- Bè-Apéyémé - Marie Reine du Monde ;
- Anfamé - Saint Dominique Savio ;
- Baguida - Sainte Lucie ;
- Adakpamé - Saint Antoine de Padoue ;
- Kagome – Saints Pierre et Paul ;
- Bè-Kpota - Sainte Maria Goretti ;
- Adamavo - Sainte Thérèse de l’Enfant Jésus ;
- Bè-Adidomé - Notre-Dame de Lourdes;
- Avepozo - Saint Joseph.

### Doyenne de Lomé-Ouest
Ce doyenné est composé des 18 paroisses suivantes
- Agoényivé - Marie Théotokos ;
- Agoè-Assiyéyé – Sainte Anuarite ;
- Kovè - Sainte Madeleine de Canossa ;
- Logopé – Communauté St Ignace de Loyola ;
- Agbalépédogan - Notre Dame sous la Croix ;
- Totsi - Saint Esprit ;
- Aflao Avénou - Saint Paul ;
- Klikamé  - Notre Dame de la Rédemption ;
- Adidogomé - Marie Mère du Rédempteur ;
- Yokoè – Communauté Saint Jean Baptiste ;
- Amadahomé - Jésus Miséricordieux ;
- Apédokoè - Sancta Maria Regina Pacis ;
- Avedzi - Notre Dame de Fatima ;
- Téléssou – Cœur Immaculé de Marie
- Sogbossito – Sainte Joséphine Bakhita ;
- Vakpossito – Marie Reine des Apôtres ;
- Sanguera - Sainte Croix ;
- Adétikopé – Christ Roi.

### Doyenné du Nord-Est
Ce doyenné est composé des 11 paroisses suivantes :
- Tsévié - Saint Jean Apôtre ;
- Tsévié Kpali-Dévé – Notre Dame des Douleurs ;
- Gbatopé - Saint Joseph ;
- Abobo - Sacré-Cœur ;
- Kpomé-Akadjamé - Saint Joseph ;
- Kpogame-Apeyeyeme – Communauté Notre Dame des Douleurs ;
- Agbélouvé - Sainte Famille ;
- Gapé-Centre - Saint Antoine de Padoue ;
- Gapé-Akpakpèdomé - Marie Reine ;
- Gapé-Atsavé - Notre Dame de Guadeloupe ;
- Bolumodzi - Sainte Elisabeth de Hongrie.

### Doyenne du Nord-Ouest
Ce doyenné est composé des 5 paroisses suivantes :
- Assahoun - Notre Dame de l’Assomption ;
- Anyron – Notre Dame de la Miséricorde
- Noépé - Saints Pierre et Paul ;
- Kévé - Sacré-Cœur ;
- Kovié - Saint Boniface.

## Les diocèses suffragants
Au cours du développement missionnaire au Togo - missions portées d'abord par les membres de la Société du Verbe divin de Steyl jusqu'à la 1re Guerre mondiale, puis par ceux de la Société des Missions Africaines et progressivement par le clergé local et la communauté togolaise - le territoire ecclésial togolais a été répartis en plusieurs diocèses suffragants dépendant à l'Archevêché de Lomé. Il s'agit des diocèses suffragants suivants :
- Le 15 mars 1923, le Vicariat apostolique de la Basse-Volta (situé dans le territoire anglais de Haute-Volta) en est détaché du Vicariat apostolique du Togo. Puis, le 18 avril 1950, le Vicariat apostolique de la Basse-Volta a été érigée en diocèse : Diocèse de Keta[3]. Le 20 juin 1975, ce diocèse ghanéen devient celui de Keta-Ho puis diocèse de Keta-Akasti dès le 19 décembre 1994.
- Le 18 mai 1937, la Préfecture apostolique de Sokodé[4] est détachée du Vicariat apostolique du Togo. Cette nouvelle Préfecture apostolique de Sokodé[5] a été érigée en diocèse de Sokodé[6] le 14 septembre 1955[7].
- Le 1er mars 1960, la région des savanes qui faisait partie du diocèse de Sokodé est érigée en Préfecture apostolique de Dapango[8]. Et, le 6 juillet 1965, cette Préfecture apostolique[9] est érigée en diocèse sous le nom de Diocèse de Dapango[10], Le 3 décembre 1990, il prend un nouveau nom : diocèse de Dapaong[11].
- Le 29 septembre 1964, le diocèse d'Atakpamé[12] est détaché de l'Archidiocèse de Lomé[13] et érigé en diocèse suffragant[14],[15].
- Le 1er juillet 1994, le diocèse d'Aného[16] est détaché de l'Archidiocèse de Lomé[17].
- Le 1er juillet 1994, le diocèse de Kpalimé[18] est détaché de l'Archidiocèse de Lomé[19].
- Le 1er juillet 1994, le diocèse de Kara[20] est détaché du diocèse de Sokodé et érigé en diocèse[21]

## Histoire

### Premières missions catholiques (avant 1892)
Pour les missionnaires catholiques, les débuts de leur apostolat sur la Côte des Esclaves ne débute vraiment qu'à la fin du XIXe siècle, le 28 août 1892, avec les missions portées par les Frères et les Pères allemands de la Société du Verbe divin de Steyl. Toutefois, la présence catholique et les tentatives missionnaires de l'Église romaine ont préexisté à l'arrivée des missionnaires allemands.

#### Avant leXIXesiècle
Dès le XVIe siècle, les premiers contacts des habitants de la Côte des Esclaves et la Côte de l'Or, dont les Togolais, avec les missionnaires catholiques se fait par le truchement des comptoirs portugais installés sur la côte pour faire du commerce de métaux précieux (dont l'or), d'ivoire mais aussi pratiquer la traite négrière. Le vieux fort portugais d'Elmina est un des points d'ancrage des missions sur la Côte-de-l'Or portugaise mais l'élan missionnaire y était faible malgré la présence de Jésuites (dès le XVIe siècle jusque vers 1630) puis l'installation de Capucins britanniques (1634) qui durent partir au cours de l'expansion de la Côte-de-l'Or néerlandaise (dès 1637), la Hollande étant majoritairement  calviniste. Les portugais étaient aussi en possession du Fort Ajuda et des missionnaires capucins de Bretagne s'y installèrent en 1644 dans le but d'évangéliser la région, mais la chapelle de la mission fut rapidement incendiée par les habitants des environs. Plusieurs autres tentatives ont encore eu lieu vers 1658-1661 par des missionnaires capucins espagnols, puis des Dominicains (vers 1667) et des Augustins (vers 1699), mais elle se soldèrent toutes par des échecs.
Une fois l'esclavage aboli dans de nombreuses régions d'Amérique, un certain nombre d'anciens esclaves noirs chrétiens sont venus s'installer sur la Côte des Esclaves (de Lagos à Kéta) y apportant leur foi. Ils ont été appelés les "Brésiliens". Ils étaient surtout bien implantés dans l'actuel Bénin, dans les villes d'Ouidah et d' Agoué.

#### XIXesiècle
En 1842, Mgr Edward Barron, nommé Préfet apostolique de la Guinée supérieure, aborde en Afrique. La même année, il est nommé Vicaire apostolique des deux Guinées. C'est chargé de ces fonctions qu'il fit venir les membres de la Congrégation du Saint-Esprit sur la Côte occidentale de l'Afrique afin de les engager dans l'apostolat missionnaire et ce, dès 1843. En 1847, Mgr Truffer (prêtre de la Congrégation du Saint-Esprit, appelée aussi Spiritains) est nommé comme Vicaire apostolique des deux Guinées.
En 1857, le vicariat des deux Guinées est scindé en deux entités : le Vicariat apostolique de Sierra Leone (confié à la toute nouvelle Société des Missions africaines de Lyon) et le Vicariat apostolique du Dahomey. Le Vicariat apostolique du Dahomey s'étendait « de l'embouchure de la Volta jusqu'au Niger, de l'Atlantique jusqu'au Soudan et comprenait donc le Togo actuel ». Après de nouveaux changements de l'appareil ecclésiastique missionnaire, le Vicariat apostolique du Dahomey est érigée en Préfecture apostolique en 1883. Sa capitale est Agoué et les « frontières de ce nouveau territoire (allaient de) Ouémé à l'est à la Volta à l'ouest ». À noter encore que le 31 juillet 1897, le fleuve Mono est devenu la frontière officielle séparant le Dahomey du Togo.
Le 2 juillet 1884, la colonie allemande du Togo est fondée. Deux ans plus tard, en 1886, deux Pères de la Société des Missions africaines, les Pères Bauquis et Moran débutent leurs missions en terres togolaises. Ils s'installent à Agoué puis à Atakpamé. Le 7 août 1887, c'est à cet endroit que le Père Moran meurt empoisonné par ceux qui s'opposent aux missionnaires catholiques.

### Missions catholiques dans la colonie allemande du Togo (1892-1914)
Le 2 juillet 1884, la colonie allemande du Togo est fondée. En tant que colonie allemande, ce sont des missionnaires catholiques (mais aussi protestants) germanophones qui seront envoyés au Togo. De fait, jusqu'en 1914, les missionnaires catholiques seront soutenus par une hiérarchie allemande.

#### Avant l'arrivée de la Société du Verbe divin de Steyl
Avant l'arrivée de la Société du Verbe Divin de Steyl des frères et des pères de la Société du Verbe divin de Steyl au Togo allemand/Togoland, des missionnaires protestants étaient déjà à l'œuvre sur le terrain à savoir : « la Société des Missions du Nord de l'Allemagne dont le siège est à Brême, la Société évangélique des Missions de Bâle et la Mission Méthodiste de Wesley ». Du côté catholique, les missions étaient menées par la Société des Missions africaines dont les missionnaires étaient majoritairement français.

##### Préfecture apostolique du Togo
La politique impériale d'implantation des missions par zones dans les divers territoires de la colonie allemande du Togo ainsi des tensions entre les missionnaires majoritairement français de la Société des Missions africaines et les autorités impériales allemandes - après des démarches auprès du Saint-Siège - aboutirent à l'érection de la Préfecture apostolique du Togo (ce qui fut fait le 12 avril 1892) et à l'appel des missionnaires catholiques de la Société du Verbe divin de Steyl pour remplacer ceux de la Société des Missions africaines. Le Premier Pro-Préfet de cette Préfecture apostolique du Togo fut le Père Johann Schäfer qui était membre de la Société du Verbe divin de Steyl.

##### Création de la Préfecture apostolique du Togo en 1892
« Pour permettre l'envoi d'un plus grand nombre de missionnaires dans des régions appartenant jusqu'ici à la Préfecture apostolique du Dahomey, pour que ces missionnaires puissent conduire à la civilisation et au salut des populations de ce pays, il a paru nécessaire de séparer le territoire du Togo de celui du Dahomey. C'est pourquoi, dans leur assemblée du 22 février de cette année (1892), les cardinaux ont jugé bon de créer une Préfecture apostolique du Togo. [...] La Préfecture apostolique du Togo est confiée au Séminaire pour les missions étrangères de Steyl »

.

##### Territoire de la Préfecture apostolique du Togo en 1892
« A l'ouest, la frontière se trouve sur la côte entre Lomé et Dénou à la limite des possessions anglaises ; elle monte ensuite vers le nord jusqu'au point 6°10' de latitude nord. À partir de là, elle garde ce point vers l'ouest jusqu'au fleuve Aka ; puis le long de ce fleuve elle atteint le point 6°20'. De là, elle se déplace vers l'ouest jusqu'au fleuve Dehaue ; elle suit ce fleuve jusqu'au degré qui se trouve au confluent du fleuve Deine et de la Volta. Elle suit alors la Volta jusqu'au fleuve Daka. À l'est, la frontière est fixée par le méridien qui, à partir de la côte, touche l'extrémité occidentale de l'île Bayol (entre Agoué et Petit-Popo (=Anécho)) à proximité de la partie ouest du village Hillakondji. Elle longe ce méridien jusqu'au 9e degré de latitude nord. Au sud, la mer constitue une frontière naturelle. »

#### Missions de la Société du Verbe divin de Steyl (1892-1914)
Les cinq premiers missionnaires de la Société du Verbe divin partirent d'Europe pour le Togo en juillet 1892. À leur tête, se trouvait le Père Schäfer en tant que Pro-Préfet apostolique. Ils arrivèrent en bateau à Lomé le 27 août 1892.

##### Les débuts à Lomé
Le 28 août 1892, ils fondèrent officiellement la Mission de Lomé. Le 3 septembre 1892, pose de la première pierre de la mission de Lomé. Le 18 septembre 1892, bénédiction de la première chapelle de Lomé. Le 25 décembre 1892, premier baptême d'adultes au Togo. Dès les débuts, les missions des Pères de la Société du Verbe Divin ont toujours été accompagnées de la fondation d'écoles. Le 28 septembre 1892, 25 enfants étaient déjà scolarisés à Lomé dans l'école de la mission et, le 25 octobre 1892, un cours pour catéchumènes fut ouvert à Lomé.

##### Ce que les premiers missionnaires disent des débuts de la mission de Lomé
Sur les débuts de la Mission de la Société du Verbe divin de Steyl, le Père Johann Schäfer écrit : « Jusqu'à maintenant le Bon Dieu nous a vraiment béni. Dès les premiers jours on nous reçut aimablement. La chance nous sourit. Les gens viennent à nous avec confiance. Plusieurs familles catholiques vivaient ici comme des brebis sans berger. Elles se réjouissent aujourd'hui ». Et aussi : « Nous nous sommes approchés de ces petits ; nous leur avons pris la main pour leur apprendre le signe de La Croix. C'est avec un enfant de six ans que j'ai commencé mon ministère : “Au nom du Père et du Fils et du Saint Esprit. Amen”. Le petit répéta . “Au nom du Père et du Fils et du Saint Esprit. Amen”. Cela ne commençait pas trop mal. “Bien, mon petit !” dis-je. L'enfant répéta aussi : “Bien, mon petit !” Et sur le chemin de la maison, les enfants ne se lassaient pas de faire le signe de croix. Le 2 septembre (1892) deux enfants assistaient à la première messe, cinq à la seconde. Le dimanche 4 septembre (1892) ils étaient douze. Facond de Souza, un enfant catholique de Ouidah, servait la Messe. Quelle émotion de voir ces enfants joindre les mains pour la première fois ! Avec quelle piété ils restèrent à genoux toute la Messe ! Ensuite j'ai demandé au petit Facond de raconter à ses camarades quelque chose sur Jésus. C'était admirable. Tous promirent de prier matin et soir et de rester sages ».

##### Les fondations
Dans les premiers mois de leur arrivée au Togo, les missionnaires de la Société du Verbe divin travaillèrent principalement à Lomé et dans ses environs (Amoutivé, Grand Bè, Petit Bé). À la fin de l'année 1892, le Père Johann Schäfer décida d'étendre les missions à Adjido (le 2 avril 1893), à Togoville (fondé le 24 mai 1893). En février-mars 1893, les Pères Johann Schäfer et Matthias Dier quittèrent la côte du Togo pour l'intérieur de la colonie jusqu'à Kpandu et Sokodé. Plus tard dans l'année, ils se rendirent à Aképé et Noépé. Au fil des mois et des années, d'autres stations de missions ont été créées comme : Porto-Séguro (débuté en 1892 et fondé le 13 février 1895), Petit-Popo (=Anécho / fondé le 3 juin 1895), Atakpamé (19 juillet 1900), Tsevié (1901-1911), Palimé (2 avril 1902), Kpandu (23 août 1904), Gbi-Bla (janvier 1906), Adéta (1907-1911), Ho (1908-1909), Assahoun (1908-1909), Agou (1910-1911), Alédjo (10 mars 1913),.
Au début de l'année 1894, le Pro-Préfet apostolique Johann Schäfer contracta la variole et, une fois guéri, il dut rentrer définitivement en Europe le 2 juin 1894. Le Père Matthias Dier le remplaça à la tête de la mission en tant qu'Administrateur apostolique. Il le resta jusqu'au 28 juillet 1896, date de la nomination du Père Hermann Bücking comme Préfet apostolique. Puis, de 1907 à 1914, le Père Nicolas Schöning est nommé Pro-Préfet puis Préfet apostolique du Togo.

##### Les missions
Les missionnaires de la Société du Verbe divin avait pour méthode de chercher un lieu important pour s'établir, un lieu dont ils pourraient rayonner et développer l'évangélisation. Ils tendaient à vouloir fonder ainsi des lieux de forte densité de population chrétienne comme pivot de la mission. Ils évitaient au maximum de s'installer dans des lieux de missions d'autres confessions chrétiennes. Ils s'efforçaient aussi d'entretenir de bonnes relations de respect avec les autorités porteuses du pouvoir traditionnel afin de pouvoir établir un contact direct de confiance avec les gens en leur rendant visite régulièrement. De plus, les missionnaires avaient le souci des besoins matériels des habitants des lieux de missions : santé, alimentation, école, etc.
Pour assoir leur travail missionnaire dans les stations, permettre leur expansion et expliciter la foi chrétienne et catholique, les Pères de la Société du Verbe divin s'appuyaient sur la formation des enfants en créant des écoles, mais aussi en entourant les catéchumènes par la formation sérieuse des catéchistes. Le 6 mars 1897, ils firent venir les premières religieuses de la branche féminine de la Société du Verbe divin de Steyl, les Sœurs missionnaires servantes du Saint Esprit  arrivèrent au Togo pour collaborer « à la formation humaine et chrétienne de la jeunesse féminine ». Un exemple du travail missionnaire accompli est celui de la pratique sacramentelle du mariage. En effet, le 24 décembre 1898, le premier mariage catholique a été célébré au Togo. Et, de 1898 à 1913, 1235 mariages avaient été célébrés.
En 1909, les missionnaires ouvrirent aussi un « Cours complémentaire » à Lomé. En 1908, pour répondre au besoin en personnel enseignant qualifié apte à seconder les pères, les frères et les sœurs dans les écoles et dans la catéchèse, les Pères de la Société du Verbe divin fondèrent une école normale à Gbi-Bla.
Toujours dans le but de soutenir la transmission de la foi chrétienne et son approfondissement, les missionnaires fondèrent une imprimerie à Lomé en juillet 1909. Et, en janvier 1911, ils fondèrent le mensuel catholique Mia holo (signifiant : Mon Ami) paraissant en allemand et en éwé. Il est important de noter que certains pères missionnaires comme le Père Jakob Hoffmann consacrèrent beaucoup de temps à apprendre les langues locales et rédiger en éwé des ouvrages comme : « catéchisme, histoire biblique, livres de prières, grammaires, dictionnaires ». Et, en 1901, un livre de prières et de chants en éwé a été publié pour la première fois à Steyl sous le nom de Dzifomo signifiant la Route du Ciel et il a été réédité de très nombreuses fois depuis le début du XXe siècle.
En dehors de cela, il faut rappeler que les missionnaires contribuèrent à construire de nombreux édifices religieux. Le premier fut la chapelle de Lomé bénie le 19 septembre 1892 et très rapidement devenue trop étroite pour accueillir les fidèles. Le 2 juin 1901, la première pierre de l'église du Sacré-Cœur de Lomé fut posée et le lieu fut consacré le 21 septembre 1902.
L'ensemble de ce travail missionnaire nécessita d'avoir sur place des missionnaires hommes et femmes, Européens et Africains. Il a ainsi fallu en tout temps trouver des nouveaux missionnaires pour étoffer ceux déjà installés au Togo ou remplacer les frères, pères et sœurs malades ou décédés. Il a aussi fallu s'adapter aux impératifs du terrain, trouver des fonds afin de financer les constructions, les écoles, les salaires des catéchistes et des enseignants, etc. Ce travail de recherche et de liens avec le continent a aussi pesé sur les supérieurs et sur les autorités ecclésiales locales, en particulier sur les Préfets apostoliques membre de la Société du Verbe divin.

##### La Première Guerre mondiale
Le 16 mars 1914, la Préfecture apostolique du Togo a été érigée en Vicariat apostolique du Togo. Mgr Franziskus Wolf (de) a alors été nommé premier Vicaire apostolique du Togo et évêque titulaire de Byblus (de). Père de la Société du Verbe divin, il a été sacré à Steyl le 28 juin 1914 mais la guerre l'empêchera de mener ses fonctions à bien. En effet, dès le 27 août 1914, le Togo est occupé par la France et l'Angleterre. Le 28 août 1917, les missionnaires allemands et les catholiques togolais ont pu célébrer le Jubilé d'argent de la Mission du Togo. Malgré cette grande fête, la situation politique compliquait de plus en plus l'apostolat missionnaire des ressortissants et ressortissantes allemands. C'est dans ce contexte politique tendu que va avoir lieu le renvoi de tous les missionnaires allemands, hommes et femmes, catholiques et protestants (car ces derniers restés les seuls allemands sur sol togolais): 
« Le 11 octobre 1917 fut "le jour le plus sombre des annales de la Mission", écrit un missionnaire. Le matin, un bateau arrivait à Lomé. C'était déjà quelque chose d'extraordinaire. Dans le courant de la matinée, le Pro-Vicaire apostolique était convoqué d'urgence pour 11h45 chez le commandant anglais. Encore plus extraordinaire. "Mon Père, lui dit le commandant, je vous ai appelé pour une affaire extrêmement grave... J'en suis navré, mais croyez bien que je ne suis que l'exécuteur d'un ordre... J'ai reçu ce matin un télégramme de Londres. Tous les missionnaires qui n'ont pas quarante-cinq ans doivent quitter le Togo. Ils seront dirigés sur l'Angleterre. J'ai réussi à garder les Pères les plus âgés et les religieuses. Les Pères et les Frères qui habitent Lomé se présenteront dans deux heures ; les bateaux les attendent dans la rade. À une heure, un officier viendra examiner les papiers et les bagages" Le Père Witte venait de sortir quand un employé de la rade le rappela. Le commandant avait oublié quelque chose : "Je vous avise que les missionnaires sont considérés comme prisonniers de guerre. J'ai envoyé les mêmes ordres à l'intérieur du pays. Je voudrais éviter des complications pénibles et j'espère que les missionnaires ne feront pas de difficultés ». Leur départ se fit rapidement et laissa les catholiques de Lomé dans la détresse. « Les missionnaires des autres stations s'embarquèrent le 25, le 26 octobre et le 4 novembre. Les scènes d'adieux ne furent pas moins déchirantes qu'à Lomé (...) En plus des sœurs, il ne restait au Togo que six Pères et trois Frères, pas pour longtemps d'ailleurs. En janvier de l'année suivante, les derniers missionnaires, Pères, Frères, Sœurs, quittaient le pays ». Le 10 janvier 1918 voit donc le départ des derniers missionnaires de Steyl pour l'Allemagne. 
Une fois la guerre terminée, la Société du Verbe divin de Steyl aurait bien voulu reprendre sont apostolat missionnaire au Togo, mais face aux tensions politiques, cela ne fut pas possible. Face à cette impasse, le Saint-Siège dut se résoudre à trouver des missionnaires français pour soutenir les catholiques togolais. La Société des Missions Africaines a donc été nommée par Rome à cette intention.

### Missions de la Société des Missions Africaines (1914-1955)
Après la Première Guerre mondiale, le Togo étant devenu colonie française, la hiérarchie et les missionnaires devinrent eux aussi français et les missionnaires allemands ont alors été remplacés par des missionnaires français, en particulier par les Missionnaires de la Société des Missions africaines.

#### Le départ des missionnaires allemands et l'arrivée des missionnaires français (1918-1921)
Pris dans la tourmente de la 1re Guerre mondiale et du redécoupage des États européens et donc de leurs colonies, les derniers missionnaires de la Société du Verbe divin de Steyl quittent le Togo le 10 janvier 1918. Le 11 janvier 1918, Mgr Hummel, « Vicaire apostolique de la Côte-de-l'Or est nommé Administrateur apostolique du vicariat apostolique du Togo ». Le 16 janvier 1918, les premiers Pères de la Société des Missions africaines arrivent à Lomé, les Pères Reymann et Riebstein. Le 4 mars 1918, les premières religieuses des Sœurs de Notre-Dame des Apôtres arrivent à Lomé.  
Il est toutefois important de souligner qu'en plus de l'émotion de perdre ses missionnaires, la population du Togo, et, de ce fait, aussi les catholiques du pays, ont dû passer de la langue allemande de la colonie allemande du Togo et des missionnaires de la Société du Verbe divin de Steyl à la langue française du Togo français qui était aussi la langue des missionnaires de la Société des missions africaines. 

#### Entre-deux guerres: Vicariat apostolique du Togo français (1921-1937)
À la suite du départ du vicaire apostolique Mgr Wolf, Mgr Jean-Marie Cessou, de nationalité française, est nommé Administrateur apostolique en 1921. Le 20 mars 1923, il est nommé Vicaire apostolique et est sacré à Lomé le 15 juillet 1923. En quelques années, par son intense travail missionnaire, Mgr Jean-Marie Cessou parvient à remplacer les missionnaires allemands (prêtres, religieux, religieuses) par des missionnaires français. Toutefois, en 1934, le pays ne comptait que 25 prêtres ce qui était très insuffisant pour une population catholique qui avait plus que doublé.    
Malgré le nombre réduit en prêtres et  de faibles moyens financiers, Mgr Jean-Marie Cessou développa l'apostolat catholique dans le pays, en particulier en direction du Nord du pays, en créant des stations missionnaires et en s'appuyant sur les enseignants et catéchistes locaux.
Les nouveaux postes de missions :
- Assahoun (1924) ;
- Tchitchao (26.11.1926) ;
- Aledjo (1927) ;
- Agadji (1928) ;
- Vogan (01.07.1929) ;
- Sokodé (14.08.1929) ;
- Noépé (1930) ;
- Lama-Kara (25.09.1930) ;
- Bassari (31.03.1933) ;
- Amoutivé (pose de la 1re pierre, le 3 septembre 1933);
- Tomwgbé (14.09.1936) ;
- Mango (1936)[96].

##### Catéchistes, enseignants et clergé local
Mais Jean-Marie Cessou s'employa aussi à former les instituteurs et les catéchistes - relais indispensables des missionnaires catholiques (prêtres, religieux et religieuses) - et donc, missionnaires locaux au contact direct des populations. En mars 1927, une école de catéchiste fut ainsi ouverte à Togoville.   
Il mit aussi tout en œuvre pour former un clergé local de qualité. Il affirmait : « L'Église est la seule puissance qui ne pratique pas une politique colonialiste (...) C'est bien vrai car sa politique traditionnelle consiste à transformer progressivement ses vicariats en diocèses, ses missions en paroisses, et à remplacer les missionnaires qu'elle envoie pour fonder une Église de prêtres autochtones ». Le 22 mai 1922, il affirma encore à l'occasion de l'accession au sous-diaconat du Père Anastase Dogli : « Nous autres Européens, nous ne pourrons jamais atteindre directement le peuple. Le climat et la langue resteront toujours un sérieux handicap. Seul un Africain connaît le cœur d'un Africain. Il n'y a que son exemple qui puisse transformer et convertir les âmes. Je parle de la masse, bien sûr, et non des exceptions que la grâce de Dieu peut conduire par des voies différentes. Quand l'exemple vient d'un missionnaire européen, on l'admet, oui, mais on dira toujours : c'est un Blanc ; tandis qu'une vie chrétienne ou sacerdotale vécue par l'un des vôtres, par un homme dont vous connaissez la famille et le milieu, par un enfant de votre (peuple) avec ses grandeurs et ses faiblesses, une telle vie donnera vraiment l'exemple entraînant qu'il vous faut ».   
Le 2 juillet 1922, le Père Anastase Dogli a été le premier prêtre togolais (du diocèse de Kéta) à recevoir l'ordination sacerdotale. Mgr Cessou écrit au sujet du Père Dogli : « Le 23 juillet, Première messe du Père Dogli à la cathédrale de Lomé. Ce jour fera date dans les annales de la Mission, car les Africains ont vraiment constaté que l'église catholique ne faisait aucune différence entre ses enfants, qu'ils soient Blancs ou Noirs. La veille déjà, la population de Lomé alla chercher le nouveau prêtre à une demi-heure de la ville. La foule était si nombreuse que la procession dura près de deux heures. Nous l'attendions à l'entrée de la cathédrale avec le clergé. À son arrivée, le Père Dogli donna sa bénédiction à toute la population qui se pressait devant l'église. Un Te Deum dans la langue du pays, fervent et solennel, exprima la reconnaissance des milliers de fidèles. Quelle émotion quand on entend ce chant de tout un peuple ! L'accueil extraordinaire que le Togo avait réservé à son premier prêtre impressionna vivement les Européens. Jamais un gouverneur, disait-on, n'a été reçu pareillement. Seuls, peut-être, les anciens missionnaires allemands, s'ils revenaient, auraient droit à une telle réception. Catholiques, protestants, musulmans, païens, tous voulaient le voir, l'entendre, tous étaient fiers de lui, fiers et heureux de voir en lui leur (peuple) à l'honneur. Le dimanche, quelle foule à l'église, dans la cour, sur la place ! Et pourtant cette foule restait calme, attendant seulement de le voir. Et elle le vit. Elle le vit célébrer la Messe, assisté à l'autel par ses frères (Blancs). C'était donc vrai : un Noir peut devenir prêtre catholique. Elle le croyait maintenant ».   
Notons encore :   
- le 23 septembre 1928, le Père Henri Kwakumé a été le premier prêtre du Togo français à recevoir l'ordination sacerdotale ;
- le 20 décembre 1931, ordination sacerdotale des Pères André Anaté et Georges Kpoda ;
- le 18 mars 1934, ordination sacerdotale du Père Gérard Fini [102].

##### Événements importants pour cette période (1921-1937)
- Carême 1924 : prédication d'une grande mission dans l'ensemble du Vicariat apostolique du Togo[103] ;
- 1924 : ordonnance de Mgr Cessou à l'attention des écoles catholiques ;
- 25 septembre 1927: festivités du Jubilé de la fondation de la cathédrale de Lomé ;
- 22 novembre 1927 : installation de l'électricité dans la cathédrale et à l'évêché de Lomé ;
- 24 novembre 1928 : Mgr Cessou demande à ses prêtres de s'intéresser au problème des vocations locales ;
- 1931 : Mgr Cessou remet à ses missionnaire un Manuel du Missionnaire - Manuale missionariorum qui contient des lettres pastorales à lire en été dans les églises du pays ;
- 1933, naissance de « trois journaux en langue française rédigés par des Africains : L'Éveil du Togo, Le Cri du Togo et le Guide du Togo »[104] ;
- dès 1935, Mgr Cessou rencontre des problèmes de santé qui finiront par entraîner son décès à Lomé, le 3 mars 1945[105] ;
- 18 mai 1937 : Création de la Préfecture apostolique de Sokodé[106] ;
- dès 1938 : Mgr Cessou met tout en œuvre pour susciter des vocations locales dans le pays et permettre la formation des futurs prêtres togolais par le moyen de la formation d'un Petit séminaire à Dzogbégan, mais la Seconde guerre mondiale interrompit ce projet.

##### Création de la Préfecture apostolique de Sokodé
Le 18 mai 1937, pour favoriser l'effort missionnaire au Togo, en particulier pour favoriser l'essor missionnaire dans le Nord du pays, le Saint-Siège « scinde le Togo français en deux circonscriptions ecclésiastiques et crée la préfecture apostolique de Sokodé, à la tête de laquelle est placé (24 juillet 1937) Mgr Joseph Strebler, alors vicaire délégué du Vicariat apostolique de la Gold Coast ».  

##### Arrivée des religieux et religieuses missionnaires (1918-1937)
- 16 janvier 1918, arrivée des premiers Pères de la Société des Missions africaines ;
- 4 mars 1918, arrivée des premières religieuses des Sœurs de Notre-Dame des Apôtres ;
- février 1927, arrivée des premières Sœurs de Menton[88].

#### De la Seconde Guerre mondiale l'érection de l'archevêché de Lomé (1939-1955)

##### Le Vicariat apostolique de Lomé (1937-1955)
Malgré la Seconde Guerre mondiale, l'important travail d'évangélisation se poursuit par la création de nouveaux postes missionnaires dans le Togo français : 
- Bombouaka (pose de la 1re pierre, le 9 novembre 1940) ;
- Nuatja (1940) ;
- Mango (pose de la 1re pierre, le 7 janvier 1940) ;
- Niamtougou (29.08.1942) ;
- transfert à Yadé de la station de Tchitchao (19-03.1942) ;
- Agbelouvé (12.09.1943)[107].

##### MgrJoseph Strebler: Vicaire apostolique de Lomé
Le 8 novembre 1945, Mgr Joseph Strebler est nommé Vicaire apostolique de Lomé en remplacement de Mgr Jean-Marie Cessou qui vient de décéder à Lomé le 3 mars 1945. Le 7 juin 1946, Mgr Auguste Lingenheim est nommé Préfet apostolique de Sokodé en remplacement de Mgr Joseph Strebler. 
Fatigué par son séjour en Afrique, Mgr Joseph Strebler rentra en France pour se reposer à la fin avril 1946 à la fin de la visite apostolique du Père Prouvost (27 mars-17 avril 1946). Le 29 juin 1946, Mgr Strebler fut sacré évêque en Alsace, à Marienthal. Du 24 octobre au 6 novembre 1946, il séjourna à Rome avant de rentrer au Togo le 11 décembre 1946 où il présenta son programme missionnaire : développement de la jeunesse et des écoles, du clergé local et affermissement et développement des familles chrétiennes. 
Mgr Auguste Lingenheim et Joseph Strebler poursuivent leur travail missionnaire en créant des postes et des stations de missions : 
- Siou (1947) ;
- Anié (1948) ;
- Koudjravi (1949) ;
- Dapango (1953) ;
- Nyékonakpoé (1954) ;
- Adjido (1954) ;
- Guérin Kouka (1954) ;
- Kandé (1955)[107].

Il est important de noter que l'ensemble de ces actions d'évangélisation étaient accompagnées et soutenues par des actions scolaires, sociales et sanitaires et par la collaboration avec les enseignants et catéchistes locaux. Il faut préciser que le financements des enseignants et des catéchistes locaux posait un grand problème car ces derniers étaient très peu rémunérés, abandonnaient rapidement leur charge et, en 1946, menaçaient de faire grève.  
De même, le soutien financier aux écoles catholiques était difficile à trouver pour l'enseignement primaire et manquait de structures et d'enseignants pour l'enseignement secondaire. Après bien des démarches et la construction d'un collège à Lomé, le collège Saint-Joseph, fut inauguré le 3 novembre 1948. Et un collège pour les filles fut inauguré à Lomé le 3 novembre 1949 (Collège tenu par les Sœurs de Notre-Dame des Apôtres). 
À l'échelle du Togo, les Missionnaires de la Sociétés des missions africaines ont été secondés par d'autres religieux comme des Franciscains de la Province de Paris, des Marianistes suisses, des Sœurs de Notre-Dame des Apôtres, des Petites servantes du Sacré-Cœur de Menton, des Sœurs de Saint-François d'Assise de Rodez, des Sœurs de la Providence de Saint-André de Peltre.     
Face à cet essor missionnaire et le rayonnement des religieux et religieuses missionnaires, une communauté de religieuses africaines est fondée, celle des Servantes togolaise de Noépé et, peu à peu, le clergé se fait local (Petit séminaire / Grand séminaire) tant et si bien qu'au printemps 1962, en remplacement de Mgr Joseph Strebler, le 1er archevêque togolais de Lomé sera sacré dans la cathédrale de la ville le 10 juin 1962 : Robert-Casimir Dosseh-Anyron (Robert-Casimir Tonyui Messan Dosseh-Anyron). Les évêques et archevêques restent toutefois européens jusqu'en 1962.

##### Événements importants pour cette période (1939-1955)
- 1939 : Mgr Cessou publie l'ouvrage pour la jeunesse togolaise : Livre de formation chrétienne, Doctrine - Prières[121] ;
- octobre 1941 : fondation de la J.O.C. ;
- 29 août 1942 : Début du Jubilée de la Mission au Togo ;
- 10 novembre 1942 : création de la Ligue de la famille chrétienne ;
- 1943 : ouverture d'une école normale à Togoville
- 1946 : parution du Règlement du Catéchuménat ;
- 12 septembre 1948 : pose de la première pierre du collège Saint-Joseph de Lomé ;
- 1950 : le pays compte 10 religieuses togolaises et 5 prêtres togolais[122] ;
- janvier 1950 : création d'un Secrétariat social à Lomé ;
- 18 avril 1950 : érection de la hiérarchie en Afrique anglophone et érection du Vicariat apostolique de Kéta en diocèse de Kéta[123] ;
- 20 au 26 octobre 1950 : réunion à Lomé de la Conférence interaméricaine de la CFTC ;
- 1951 : parution des Statuts du clergé séculier du groupe Dahomey-Togo-Côte d'Ivoire ;
- 14 janvier 1951 : ordination sacerdotale à Lomé du 6e prêtre du Togo, le Père Bernard Ougouki Atakpah ;
- 15 août 1952 : fondation de la Congrégation des Sœurs de Noépé[124] ;
- 21 décembre 1952 : le Père Bakpessi, venant du Nord, est le 1er de cette région du pays à recevoir l'ordination sacerdotale ;
- mars 1953 : visite officielle au Togo du Délégué apostolique Mgr Lefebvre ;
- 28 juin 1953 : pose de la première pierre du collège Notre-Dame des Apôtres de Lomé ;
- 1954 : ordination sacerdotale d'un nouveau prêtre togolais, le Père William Kpakoté ;
- 1955 : création d'un 1er Petit Séminaire à Togoville, au rez-de-chaussée de la Mission ;
- 1955 : rééditions de catéchismes en éwé et en mina ;
- 1955 : rééditions d'un ouvrage d'histoire biblique en éwé et en dzifomo ;
- 1955 : publication par Mgr Joseph Strebler des Directives pastorales pour le clergé de l'Archidiocèse de Lomé ;
- 16 janvier 1955 : Inauguration du Foyer Pie XII ;
- 14 septembre 1955 : érection de la Préfecture apostolique de Sokodé en diocèse de Sokodé ;
- 14 septembre 1955 : érection du Vicariat apostolique de Lomé en Archidiocèse de Lomé.

##### Arrivée des religieux et religieuses missionnaires (1937-1955)
- 15 août 1952, fondation de la Congrégation des Sœurs de Noépé[121] ;
- 28 septembre 1952, arrivée des Sœurs de Niederbronn à l'Hôpital de Lomé (elle quitteront le Togo en 1956) ;
- 17 juillet 1953, arrivé à l'école normale de Togoville des Frères des écoles chrétiennes de Saint Jean-Baptiste de la Salle ;
- 24 septembre 1954, arrivée des Sœurs de la Providence de Saint-André de Peltre (dite Sœur de Peltre) à Nyékonakpoé[125].

#### L'Archevêché de Lomé (1955)
Le 14 septembre 1955, le Vicariat apostolique de Lomé est érigé en Archidiocèse de Lomé et la Préfecture apostolique de Sokodé est érigée en diocèse suffragant. Le 24 février 1956, Mgr Joseph Strebler est nommé archevêque de Lomé et, le 28 octobre 1956, Mgr Auguste Lingenheim est nommé évêque de Sokodé. Malgré ces changements de statuts ecclésiastiques et une redistribution des responsabilités de chacun, le travail missionnaire resta le même avec le souci de toucher le maximum de personnes et d'assurer un bon suivi de la foi des catholiques dans l'ensemble du pays. À cet effet, des postes et des stations de missions ont encore été créées à :    
- Kouvé (1958) ;
- Lomé-Hanoukopé (1958) ;
- Djon (1959) ;
- Pagala (1960) ;
- Afagnan (1960)[129].

##### Événements importants pour cette période (1955-1962)
- 14 septembre 1955 : érection de la Préfecture apostolique de Sokodé en diocèse de Sokodé[130] ;
- 14 septembre 1955 : érection du Vicariat apostolique de Lomé en Archidiocèse de Lomé ;
- octobre 1955 : participation de l'Église catholique à Radio-Lomé ;
- 24 février 1956 : intronisation solennelle de Mgr Joseph Strebler comme archevêque de Lomé ;
- 1956 : ordination sacerdotale des trois Pères togolais suivant : Père Kondo, Père Nicolas et Père Adjola ;
- 9 mai 1956 : le Togo britannique se prononça pour leur rattachement au  Ghana[131] ;
- 4 juillet 1956 : Mgr Lingenheim est nommé évêque de Sokodé ;
- 30 août 1956 : le Togo devient une République autonome mais n'est pas encore pleinement indépendante (cf. 1960) ;
- 9 septembre 1956 : pose de la 1re pierre du Petit séminaire Saint Pierre Claver de Lomé-Tokoin[132] ;
- 28 octobre 1956 : sacre de Mgr Lingenheim à Strasbourg ;
- 27 mai 1957 : Mgr Lingenheim s'installe à Sokodé en tant qu'évêque ;
- 15 octobre 1957 : ouverture du Petit séminaire de Lomé-Tokoin ;
- 1er mars 1960 : Dapango est érigé en Préfecture apostolique ;
- 29 mars 1960 : le Père Barthélémy Hanrion est nommé Préfet apostolique de Dapango ;
- 27 avril 1960 : indépendance du Togo ;
- janvier 1961 : fondation du Monastère bénédictin de Dzogbégan ;
- 24 juillet 1961 : la démission de Mgr Joseph Strebler est acceptée par Rome ;
- 4 avril 1962 : Mgr Robert Dosseh est nommé archevêque de Lomé par Rome.

##### Arrivée des religieux et religieuses missionnaires (1956-1962)
- 21 avril 1956 : arrivée des Sœurs de Saint-François de Rodez en remplacement des Sœurs de Niederbronn[129] ;
- 12 septembre 1956 : arrivée des Franciscains à Lomé[133] ;
- 14 janvier 1957 : arrivé des Franciscains dans le Nord du pays[133] ;
- septembre 1958 : arrivée des Marianistes à Lama-Kara[134] ;
- 13 avril 1960 : arrivée des Sœurs de l'Œuvres de Saint-Augustin à Lomé[135] ;
- 1961 : arrivée des Sœurs Missionnaires Franciscaines de Marie à Dapango[136] ;
- 25 mars 1961 : arrivée des 1ers moines Bénédictins d'en-calfat qui s'installent à Dzogbégan [137];
- 29 mars 1961, arrivée des Frères de Saint Jean de Dieu à Afagnan[138].

### Une Église locale (dès 1962)

#### Une Église locale togolaise (dès 1962)
« De 1892 à 1958, il y a eu douze prêtres togolais c'est-à-dire en moyenne un prêtre tous les quatre ans. De 1958 à 1967, il y a eu une quarantaine de prêtres par an. (...), mais n'oublions pas que les débuts d'une mission comprennent toujours une longue attente et une préparation patiente pour faire germer les vocations » (sacerdotales, religieuses et matrimoniales). Depuis les premiers débuts missionnaires, l'Église du Togo est devenue une Église locale implantée sur le riche terroir des catholiques togolais.

#### Dès 1962: un archevêque et des évêques togolais
Si le premier prêtre togolais du diocèse de Kéta - le Père Dogli - avait été ordonné le 2 juillet 1922 suivi, le 23 septembre 1928, de celle du premier prêtre du Togo français, le Père Kwakumé, le Togo dût toutefois attendre le mois d'avril 1962 pour que le 1er archevêque africain de Lomé - Robert-Casimir Dosseh-Anyron (Robert-Casimir Tonyui Messan Dosseh-Anyron) - soit nommé par Rome. Le 10 juin 1962, Mgr Dosseh a été sacré dans la cour de la Mission Saint-Augustin d'Amoutivé. Cette cérémonie a été suivie le son intronisation officielle qui s'est déroulée à la cathédrale de la ville de Lomé le 11 juin 1962. Cette nomination provoqua la joie de la population car un Togolais était à la tête de l'Église du Togo par son archidiocèse de Lomé. 
De nouvelles missions sont encore créées à : 
- Kodjoviakopé (1964) ;
- Elavagnon (1966) ;
- Blitta (1967) ;
- Tado (1967) ;
- Gapé (1967)[140].

##### Événements importants pour cette période (dès 1962)
- 4 avril 1962 : Mgr Robert Dosseh est nommé archevêque de Lomé par Rome[141] ;
- 10 juin 1962 : sacre de Mgr Robert Dosseh à Lomé ;
- 11 juin 1962 : intronisation de Mgr Robert Dosseh dans la Cathédrale de Lomé ;
- 23 juin 1962 : départ de Mgr Joseph Strebler pour l'Europe ;
- 29 septembre 1964 : érection du diocèse d'Atakpamé[142] ;
- 18 novembre 1964 : démission de Mgr Lingenheim (Diocèse de Sokodé) au profit d'un évêque togolais, Mgr Bakpessi ;
- 3 décembre 1964 : Mgr Bernard Atakpah est ordonnée comme 1er évêque d'Atakpamé[143] ;
- 6 juillet 1965 : la Préfecture apostolique de Dapango est érigée en diocèse de Dapango[144] ;
- octobre 1965 : ouverture du Petit Séminaire Saint-Paul d'Atakpamé[145] ;
- 5 décembre 1965 : sacre de Mgr Chrétien Bakpessi, 1er évêque togolais de Sokodé[146] ;
- 9 janvier 1966 : sacre de Mgr Barthélémy Hanrion, 1er évêque de Dapango[147] ;
- 14 janvier 1966 : inauguration des orgues de la Cathédrale de Lomé ;
- 1967 : le Togo compte : 334 000 catholiques, 146 prêtres dont 45 Togolais, 222 religieuses dont 92 Togolaises ;
- 27 août 1967 : Jubilé de Diamant de la fondation des missions au Togo[148].

##### Arrivée des religieux et religieuses missionnaires (dès 1962-)
- 1962, création du Foyer de Charité d'Alédjo ;
- 1963, arrivée des Bénédictines de Dourgne à Dzogbégan[149] ;
- 1963, arrivée des Sœurs Augustines de Cambrai à Dapango[150] ;
- 1963, arrivée des Filles du Sacré-Cœur de Jésus de la Salle de Vihiers à Kandé[151] ;
- 1963, arrivée des Sœurs Marianistes à Lama-Kara[150] ;
- février 1964, arrivée des Pères des Missions africaines de Vérone ou Pères Comboniens de Vérone[152] ;
- juillet 1964, arrivée de nouvelles Sœurs de l'Assomption de Paris[153] ;
- septembre 1964, arrivée des Sœurs Ursulines à Elavagnon[153] ;
- 1965, arrivée des Sœurs de la Consolata à Afagnon[154].

## Pour approfondir

### Liens connexes
- Liste des archevêques de Lomé
- Cathédrale du Sacré-Cœur de Lomé
- Diocèse d'Aného
- Diocèse d'Atakpamé
- Diocèse de Dapaong
- Liste des évêques de Dapaong
- Diocèse de Kara
- Diocèse de Kpalimé
- Diocèse de Sokodé
- Liste des évêques de Sokodé
- Togo
- Lomé